# Psychoda gressitti
Psychoda gressitti är en tvåvingeart som beskrevs av Quate 1959. Psychoda gressitti ingår i släktet Psychoda och familjen fjärilsmyggor. Inga underarter finns listade i Catalogue of Life.